# Nekpen Obasogie
Pour les articles homonymes, voir Obasogie.
Nekpen Obasogie est une écrivaine nigérian basée au Canada.  
Elle est l'auteur du livre intitulé Le Grand Bénin : L'Alcazar de la culture post-coloniale. En 2022, elle reçoit le Pen Award (prix honorifique) pour ses contributions à la promotion de la culture béninoise.

## Biographie
Nekpen Obasogie naît à Benin City, capitale de l'état d'Edo au Nigeria. Elle déménage ensuite au Canada où elle réside encore aujourd'hui. Son intérêt pour l'histoire et la culture du Bénin l'amène à produire différentes pièces littéraires dans le domaine. Elle écrit notamment La vie de la princesse Adesuwa et Grand Bénin : L'Alcazar de la culture post-coloniale,.